# Theulf
Theulf († 20 octobre 1123) est un prélat anglais du XIIe siècle devenu évêque de Worcester.

## Biographie
Theulf était chanoine de la cathédrale de Bayeux et chapelain royal avant d'être nommé pour le siège de Worcester le 28 décembre 1113. Il est consacré évêque de Worcester le 27 juin 1115.
Il meurt le 20 octobre 1123.